# Moses Sakyi
Moses Sakyi (* 12. März 1981 in Accra) ist ein ehemaliger ghanaischer Fußballspieler.

## Karriere

### Verein
Moses Sakyi begann seine Karriere im Jahr 2000 in seinem Heimatland in der Premier League bei den Liberty Professionals. 2002 wechselte er zum türkischen Verein Yozgatspor. Im Jahr 2004 war der Stürmer bei dem İstanbulspor AŞ aktiv. Von 2004 bis 2008 spielte er in Portugal bei GD Estoril Praia, SC Olhanense und CF Estrela Amadora. Im Jahr 2008 absolvierte der Ghanaer sechs Spiele für AEL Limassol. 2009 versuchte Sakyi sein Glück in China bei Hangzhou Greentown und wurde wenig später vom portugiesischen Zweitligisten Gondomar SC verpflichtet. Im Jahr 2010 lief er für den kasachischen Verein Aqschajyq Oral auf. Anfang 2011 schloss er sich CD Pinhalnovense an, bevor er von 2012 bis 2014 für Persib Bandung in Indonesien spielte. Nach zwei weiteren Stationen bei unterklassigen portugiesischen Klubs beendete er im Jahr 2016 seine Karriere.

### Nationalmannschaft
Moses Sakyi absolvierte von 2004 bis 2007 zwei Partien im Dress der ghanaischen Fußballnationalmannschaft.